# پورشه ۳۵۶/۱

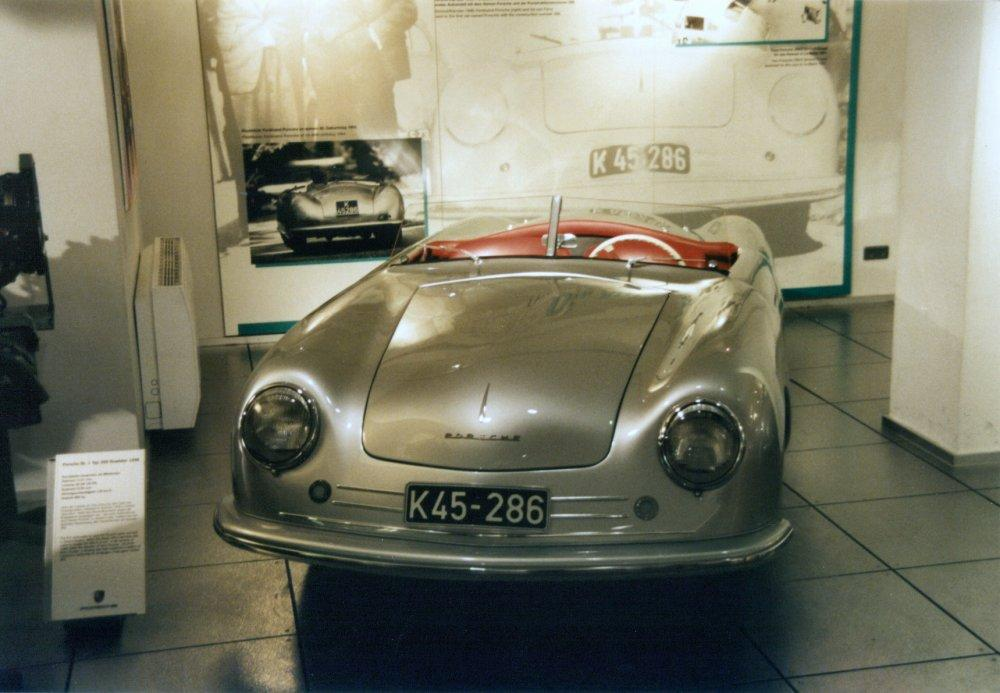

پورشه ۳۵۶/۱ (به انگلیسی: Porsche 356/1) خودرویی است که در سال‌ 1948, نخستین خودروی پورشه ساخته شده توسط فردیناند پورشه شده‌است. طراحی آن خودروهای موتور وسط عقب-محور عقب بوده وزن آن در حالت طبیعی ۵۸۵ کیلوگرم (۱٬۲۹۰ پوند)  است. 